# کلیمونتوو (شهرستان ساندومیژ)
کلیمونتوو (به لهستانی:  Klimontów) یک روستا در لهستان است که در گمینا کلیمونتوو واقع شده‌است.
 کلیمونتوو  ۲٬۰۰۰ نفر جمعیت دارد.